# Anemia ayacuchensis
Anemia ayacuchensis là một loài dương xỉ trong họ Anemiaceae. Loài này được Mickel mô tả khoa học đầu tiên năm 1985.